# Dnepr Rockets
I Dnepr Rockets sono una squadra di football americano di Dnipro, in Ucraina, fondata nel 2008.

## Dettaglio stagioni

### Tornei nazionali

#### Campionato

##### NFAFU Viša Liga/ULAF Top Liga/ULAF Superleague
| Stagione | regular season | regular season | regular season | regular season | regular season | regular season | playoff | playoff | playoff | playoff | playoff | playoff               | playoff        |
|          | Vin            | Par            | Per            | Tot            | PF             | PS             | Vin     | Per     | Tot     | PF      | PS      | risultato             | avversaria     |
| -------- | -------------- | -------------- | -------------- | -------------- | -------------- | -------------- | ------- | ------- | ------- | ------- | ------- | --------------------- | -------------- |
| 2015     | 0              | 0              | 6              | 6              | 34             | 175            | -       | -       | -       | -       | -       | -                     | -              |
| 2018     | 3              | 1              | 2              | 6              | 118            | 69             | 0       | 1       | 1       | 14      | 35      | Wild Card             | Kiev Patriots  |
| 2019     | 1              | 1              | 2              | 4              | 78             | 120            | 0       | 1       | 1       | 14      | 34      | Primo turno Wild Card | Kiev Stallions |
| Totale   | 4              | 2              | 10             | 16             | 230            | 364            | 0       | 2       | 2       | 28      | 69      |                       |                |

Fonti: Enciclopedia del Football - A cura di Roberto Mezzetti

##### ULAF League One (secondo livello)/League7
| Stagione | regular season | regular season | regular season | regular season | regular season | regular season | playoff | playoff | playoff | playoff | playoff | playoff     | playoff    |
|          | Vin            | Par            | Per            | Tot            | PF             | PS             | Vin     | Per     | Tot     | PF      | PS      | risultato   | avversaria |
| -------- | -------------- | -------------- | -------------- | -------------- | -------------- | -------------- | ------- | ------- | ------- | ------- | ------- | ----------- | ---------- |
| 2019     | 2              | 0              | 4              | 6              | 116            | 166            | -       | -       | -       | -       | -       | Terzo posto | -          |
| 2021     | 0              | 0              | 2              | 2              | 36             | 72             | -       | -       | -       | -       | -       | -           | -          |
| Totale   | 2              | 0              | 6              | 8              | 152            | 238            | -       | -       | -       | -       | -       |             |            |

Fonti: Enciclopedia del Football - A cura di Roberto Mezzetti

##### ULAF Divizion C
| Stagione | regular season | regular season | regular season | regular season | regular season | regular season | playoff | playoff | playoff | playoff | playoff | playoff                           | playoff          |
|          | Vin            | Par            | Per            | Tot            | PF             | PS             | Vin     | Per     | Tot     | PF      | PS      | risultato                         | avversaria       |
| -------- | -------------- | -------------- | -------------- | -------------- | -------------- | -------------- | ------- | ------- | ------- | ------- | ------- | --------------------------------- | ---------------- |
| 2016     | 6              | 0              | 0              | 6              | 200            | 26             | 0       | 1       | 1       | 0       | 24      | Campioni/Sconfitti allo spareggio | Mykolaiv Vikings |
| Totale   | 6              | 0              | 0              | 6              | 200            | 26             | 0       | 1       | 1       | 0       | 24      |                                   |                  |

Fonti: Enciclopedia del Football - A cura di Roberto Mezzetti

### Riepilogo fasi finali disputate
| Anno              | Luogo  | Evento      | Fase del torneo       | Incontro                         | Risultato     |
| 11 settembre 2016 | Dnipro | Divizion C  | Spareggio promozione  | Dnepr Rockets - Mykolaiv Vikings | 0 - 24 d.g.s. |
| 16 settembre 2018 |        | Top Liga    | Wild Card             | Kiev Patriots - Dnepr Rockets    | 35 - 14       |
| 27 giugno 2019    |        | Superleague | Primo turno Wild Card | Kiev Stallions - Dnepr Rockets   | 34 - 14       |

## Palmarès
- 2 Campionati ucraini di secondo livello (2011, 2012)
- 1 Divizion C (2016)